# Darney (cratère)
Darney est un cratère d'impact lunaire situé sur la face visible de la Lune. Il se trouve à l'endroit où la Mare Nubium rejoint l'Oceanus Procellarum. Au nord se trouvent les cratères Bullialdus et Lubiniezky (en) et au sud le cratère Fra Mauro. Son cratère a une forme en bol. Son albédo est lumineux et brille par rapport à la tache sombre que forme la Mare Nubium. Le cratère Darney possède une structure rayonnée s'allongeant sur près de 110 kilomètres de long. 
En 1935, l'union astronomique internationale a donné le nom de l'astronomes et sélénographe français Maurice Darney à ce cratère lunaire.

## Cratères satellites
Les cratères dit satellites sont de petits cratères situés à proximité du cratère principal, ils sont nommés du même nom mais accompagnés d'une lettre majuscule complémentaire (même si la formation de ces cratères est indépendante de la formation du cratère principal). Par convention ces caractéristiques sont indiquées sur les cartes lunaires en plaçant la lettre sur le point le plus proche du cratère principal. Liste des cratères satellites de Darney : 
| Darney | Latitude | Longitude | Diamètre |
| ------ | -------- | --------- | -------- |
| B      | 14.8° S  | 26.4° W   | 4 km     |
| C      | 14.1° S  | 26.0° W   | 13 km    |
| D      | 14.5° S  | 27.0° W   | 6 km     |
| E      | 12.4° S  | 25.4° W   | 4 km     |
| F      | 13.3° S  | 26.4° W   | 4 km     |
| J      | 14.3° S  | 21.4° W   | 7 km     |